# Calcarispora hiemalis
Calcarispora hiemalis är en svampart som beskrevs av Marvanová & Marvan 1963. Calcarispora hiemalis ingår i släktet Calcarispora, divisionen sporsäcksvampar och riket svampar.   Inga underarter finns listade i Catalogue of Life.